# Automne Pavia
Automne Pavia (Péronne, 3 gennaio 1989) è una judoka francese, vincitrice della medaglia di bronzo nella categoria 57 kg ai Giochi olimpici del 2012 di Londra.

## Palmarès
- Giochi olimpici estivi

2012 - Londra: bronzo nei 57 kg.
- Campionati mondiali di judo

2014 - Čeljabinsk: bronzo nella categoria fino a 57 kg.
2015 - Astana: bronzo nella categoria fino a 57 kg.
- Campionati europei di judo

2012 - Čeljabinsk: bronzo nella categoria fino a 57 kg.
2013 - Budapest: oro nella categoria fino a 57 kg.
2014 - Montpellier: oro nella categoria fino a 57 kg.